# Arbovirus

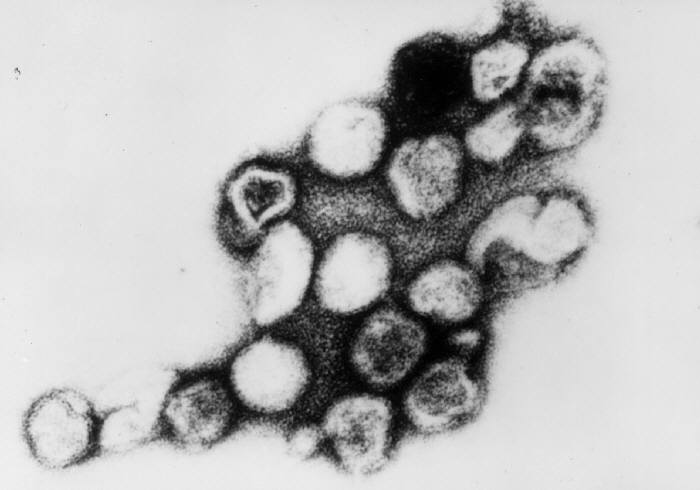
Virus de la rubéola

Los arbovirus es el nombre mnemónico que se le ha dado a un conjunto de virus transmitidos todos por artrópodos, del inglés arthropod-borne viruses (virus llevados por artrópodos). Algunos arbovirus son capaces de causar enfermedades emergentes. Los artrópodos pueden transmitir el virus al picar al huésped, lo que permite el acceso del virus a la sangre causando viremia.

## Características
La mayoría de los Arbovirus son de forma esférica, algunos tienen forma de bastón. Su tamaño varía entre 17-150 nm y todos tienen un genoma de ARN. Estos son virus que normalmente no infectan a los humanos, y cuando lo hacen, usualmente causan una infección leve, con fiebre o rash. Otros, sin embargo, son epidémicos y pueden causar serias infecciones, tales como meningitis y encefalitis que pueden resultar fatales.
Tienen dos hospedederos, uno vertebrado y el otro invertebrado, el artrópodo. El ciclo natural va desde el vertebrado (por ejemplo, un hombre o un animal vacuno) hasta el artrópodo hematófago, el cual lo transmite a un nuevo hospedador sano. La acción patógena puede ser para humanos o animales solamente, como puede ser patógenos tanto para el animal como el humano. No son patógenos para los artrópodos. La multiplicación del virus puede ocurrir en ambos hospederos:
- En vertebrados; la viremia es de alto título y duración suficiente para infectar al artrópodo hematófago.
- En el artrópodo; el período de incubación es extrínseco, convirtiéndose en transmisores por el resto de su vida. Puede ocurrir la transmisión vertical.

## Epidemiología
Los Arbovirus tienen una distribución mundial, la mayoría haciendo prevalencia en zonas tropicales y subtropicales. La incidencia de la enfermedad depende de las condiciones climáticas. Son enfermedades endémicas de las zonas selváticas de lluvia tropical y las epidemias ocurren por lo general en zonas templadas después de las lluvias, particularmente proporcional al aumento de la población de mosquitos. Hay diversas maneras de prevenir que ocurran estas infecciones, tales como el uso de repelentes de mosquitos y el eliminar los focos de multiplicación del mosquito. Los insecticidas pueden también ser efectivos. El uso de ropa de protección puede reducir el riesgo de la picadura de mosquito y otros artrópodos.

## Inmunología
El sistema inmune juega un importante rol en la defensa en contra de estas infecciones. Los arbovirus estimulan la producción de interferón. Los anticuerpos pueden prevenir la ocurrencia de viremias, y de importancia también es la inmunidad celular.

## Diagnóstico
Las infecciones por Arbovirus pueden ser diagnosticar con el uso de técnicas de ELISA y PCR. La fijación del complemento es también útil. 

## Lista de arbovirus (incompleta)

### FamiliaTogaviridae
- El virus de la artritis epidémica chikunguña (CHIKV) (vector: mosquito)
- El virus O'nyong-nyong (vector: mosquito)
- El virus del río Ross (Vector: mosquito)
- El virus Sindbis (Vector: mosquito)
- El virus Mayaro (Vector: mosquito)
- Alphavirus: virus de la encefalomielitis equina del Este (EEE)
- Alphavirus: virus de la encefalomielitis equina del Oeste (EEO)
- Alphavirus: virus de la encefalitis equina Venezolana (EEV)

### FamiliaFlaviviridae
- Fiebre amarilla (Vector: Mosquito)
- Dengue (Vector: Mosquito)
- Encefalitis japonesa (Vector: Mosquito)
- Virus Kunjin (Vector: Mosquito)
- Enfermedad de Kyasanur (Vector: Garrapata)
- virus Usutu (USUV) (Vector: Mosquito)
- Virus del Nilo Occidental (Vector: Mosquito)
- Encefalitis de San Luis (Vector: Mosquito)
- Virus del Zika  (vector: Mosquito)

### OrdenBunyavirales
- La Fiebre del Valle del Rift (Vector: Mosquito)
- Encefalitis de La Crosse (Virus de La Cross) (Vector: Mosquito)
- Fiebre por Orepuche (Virus de Orepuche) (Vector: Mosquito)
- Virus Toscana (VTOS) (Fiebre Pappataci) (Vector: Mosquito)
- Virus Trivittatus (Vector: Mosquito)

### FamiliaReoviridae
- Lengua azul (Vector: Mosquito)
- Fiebre del Colorado por garrapatas (Vector: Garrapata)
- Virus Lipovnik (LIPV) (Vector: Garrapata)
- Virus Tribec (Vector: Garrapata)
- Virus Eyach (Vector: Garrapata)
- Peste equina africana

## FamiliaAsfarviridae
Virus de la peste porcina africana (VPPA) (Vector: Garrapata)